# Белослава Димитрова
Белослава Димитрова е българска поетеса и журналистка.

## Биография
Белослава Димитрова е родена на 2 април 1986 г. в София. Завършва немска филология и журналистика в Софийския университет „Св. Климент Охридски“.
Дебютира през 2012 г. във в. „Литературен вестник“. Има публикации в литературните списания „Страница“ и „Гранта България“. Нейната първа книга „Начало и край“ е издадена в поредицата „Нова проза и поезия“ на Университетско издателство „Св. Климент Охридски“ под редакцията на Ани Илков. През 2014 г. „Deja Book“ издава втората книга на Белослава Димитрова – „Дивата природа“, която е номинирана за Национална награда за поезия „Иван Николов“ (2014) и е удостоена с едно от двете поощрителни отличия.
Работи в програма „Христо Ботев“ на Българското национално радио. Една от водещите на предаването „Артефир“. Била е част от екипа на Интернет Радио „Бинар“ към БНР. Има свое авторско предаване по Радио София на БНР: „Градски легенди“.
Част от редакторския екип на сайта „Свободно поетическо общество“.

## Награди
Носител е на Националната награда за поезия „Иван Николов“ (2014 - поощрение) за стихосбирката „Дивата природа“ и на Наградата за поезия „Николай Кънчев“ (2019) за стихосбирката „Месо и птици“. Носител на награда „Перото“ (2020) в категория „Поезия“ за книгата „Месо и птици“.

### Поезия
- „Начало и край“, София: УИ „Св. Климент Охридски“, 2012.[8]
- „Дивата природа“, София: Издателство „Deja Book“, 2014.
La natura selvaggia. Traduzione di Emilia Mirazchiyska e Danilo Mandolini. Arccipelago Itaca Edizioni, 2017, 72 p. ISBN 978-88-99429-15-7[9][10]
- „Месо и птици“, София: Издателство за поезия „Да“, 2019.[11]